# Сабіров Шаміль Алтаєвич
Шаміль Алтаєвич Сабіров (рос. Шами́ль Алта́евич Саби́ров; нар. 4 квітня 1959, Карпинськ, Свердловська область, СРСР) — радянський боксер, олімпійський чемпіон 1980 року, чемпіон Європи.

## Аматорська кар'єра
На чемпіонаті світу 1978 програв у першому бою венесуельцю Армандо Гевара.
На чемпіонаті Європи 1979 став чемпіоном.
- У чвертьфіналі переміг Йозефа Марона (Чехословаччина) — 5-0
- У півфіналі переміг Андраша Рожа (Угорщина) — 4-1
- У фіналі переміг Дітмара Гайліха (НДР) — 4-1

Олімпійські ігри 1980 
- 1/8 фіналу. Переміг Жао Мануеля Мігеля (Португалія) — 5-0
- 1/4 фіналу. Переміг Дітмара Гайліха (НДР) — 4-1
- 1/2 фіналу. Переміг Лі Бьон Ука (Північна Корея) — 5-0
- Фінал. Переміг Іполіто Рамоса (Куба) — 3-2

На чемпіонаті Європи 1981 став бронзовим призером.
- В 1/8 фіналу переміг К'єлда Єнсена (Данія) — 5-0
- У чвертьфіналі переміг Андраша Рожа (Угорщина) — 5-0
- У півфіналі програв Івайло Маринову (Болгарія) — 0-5

На чемпіонаті світу 1982 програв у першому бою Го Чон Кван (Північна Корея).